# Градишча
Градишча (словен. Gradišča) је насељено мјесто у општини Циркулане, Подравска регија, Словенија.

## Историја
До територијалне реорганизације у Словенији била су у саставу старе општине Птуј.

## Становништво
У попису становништва из 2011. године, Градишча је имала 325 становника.
| Број становника према пописима | Број становника према пописима | Број становника према пописима |
| ------------------------------ | ------------------------------ | ------------------------------ |
| 1991                           | 2002                           | 2011                           |
| 299                            | 278                            | 325                            |